# Smilium acutum
Smilium acutum är en kräftdjursart som först beskrevs av Hoek 1883.  Smilium acutum ingår i släktet Smilium och familjen Scalpellidae. Inga underarter finns listade i Catalogue of Life.